# Галочка
Галочка — знак (✓, ✔, ☑, и так далее) для обозначения согласия, включения или учёта. Например, «да; проверено», «да; правильный ответ», «да; использовать», «исполнено/выполнено» и тому подобное. В избирательных бюллетенях для этих целей иногда используют крестик, но тот также может означать и «нет», «неверно». В некоторых популярных соцсетях «галочкой» обозначаются страницы популярных личностей или компаний, либо помечают отправленные сообщения, а двойной «галочкой» — прочитанные адресатом.

## Юникод
Юникод предоставляет несколько символов для галочки:
Блок Разное - Технические — раздел «Graphics for control codes»
- U+237B ⍻ not check mark (Negative Acknowledge в en:ISO 2047)

Блок Разное - Символы — раздел «Miscellaneous symbols»
- U+2611 ☑ ballot box with check

Блок Дингбаты — раздел «Miscellaneous»
- U+2705 ✅ white heavy check mark
- U+2713 ✓ check mark (Acknowledge в en:ISO 2047)
- U+2714 ✔ heavy check mark

Блок Разное - Символы и пиктограммы — раздел «Ballot symbols»
- U+1F5F8 🗸 light check mark
- U+1F5F9 🗹 ballot box with bold check

Блок en:Symbols for Legacy Computing — раздел «Terminal graphic characters»
- U+1FBB1 🮱 inverse check mark

| U+                   | 237B | 2611 | 2705 | 2713 | 2714 | 1F5F8 | 1F5F9 | 1FBB1 |
| default presentation |      |      |      |      |      |       |       |       |
| base code point      | ⍻    | ☑    | ✅   | ✓    | ✔    | 🗸     | 🗹     | 🮱     |
| base+VS15 (текст)    | ⍻︎    | ☑︎    | ✅︎   | ✓︎    | ✔︎    | 🗸︎     | 🗹︎     | 🮱︎     |
| base+VS16 (эмодзи)   | ⍻️    | ☑️   | ✅️   | ✓️    | ✔️   | 🗸️     | 🗹️     | 🮱️     |